# 孫贊清
孫贊清（?—?），江蘇省通州直隸州人，清朝政治人物、同進士出身。
光緒三年（1877年），参加丁丑科殿試，登進士三甲第29名。同年五月，分部學習。